# Швабское приветствие

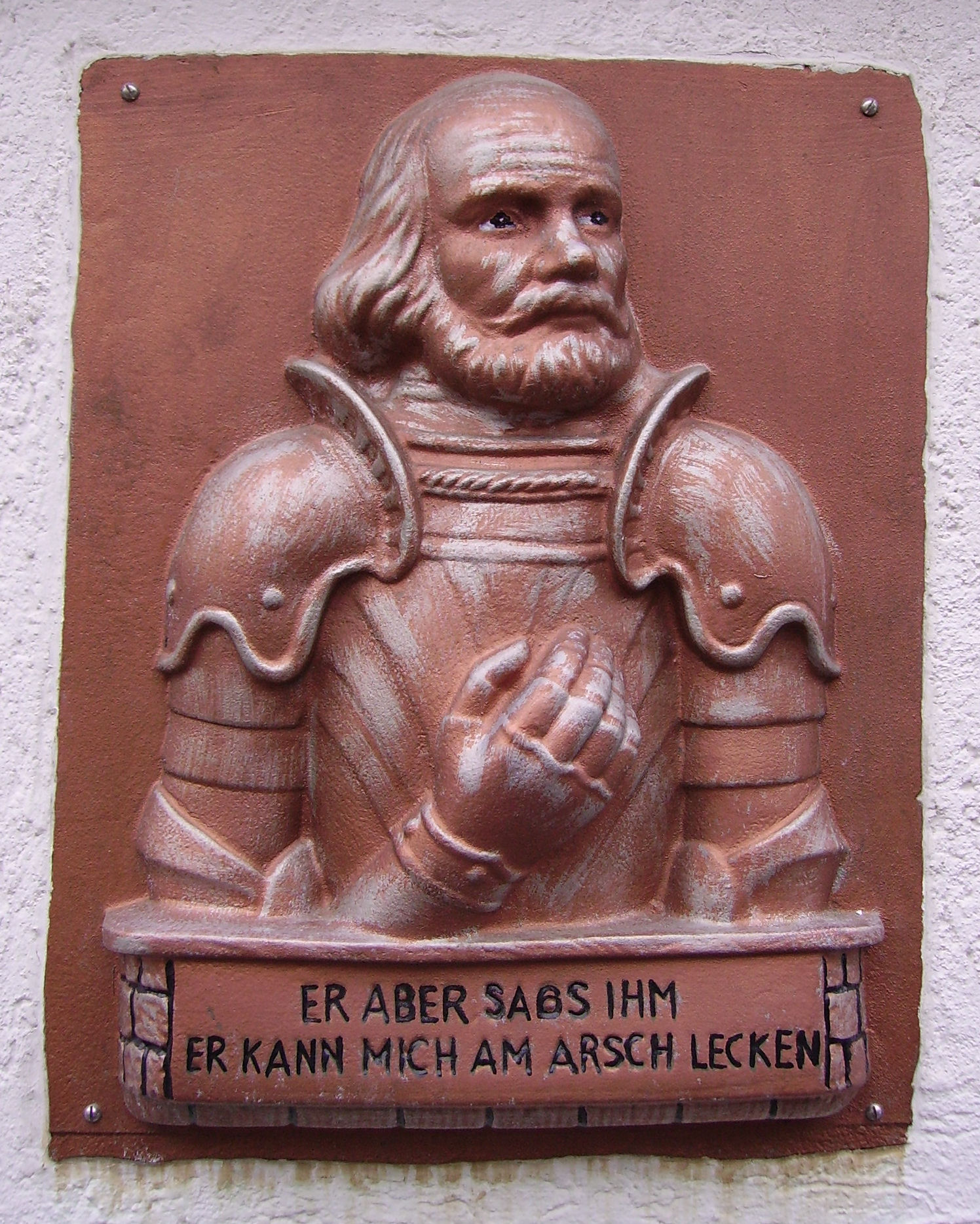
Рельеф с изображением Гёца фон Берлихингена и его цитатой в подписи. Вайзенхайм-ам-Занд

Гёц: Мне сдаться? На гнев и милость? Ты с кем говоришь? Что я — разбойник? Скажи твоему начальнику, что к его императорскому величеству я, как всегда, чувствую должное уважение. А он, скажи ему, он может меня … (Захлопывает окно.)
— Тьяден, я приказываю вам по долгу службы: встать!

— Ещё что прикажете? — спрашивает Тьяден.

— Вы будете выполнять мой приказ или нет?

Тьяден отвечает, не повышая голоса и, сам того не зная, заканчивает свою речь популярнейшей цитатой из немецкого классика. Одновременно он оголяет свой тыл.
Швабское приветствие (нем. Schwäbischer Gruß) — эвфемизм для распространённого в средне- и южнонемецких диалектах грубо звучащего разговорного выражения Legg me am Arsch (на литературном немецком — нем. Leck mich am Arsch — «поцелуй меня в зад», буквально «лизни меня в зад»). Нецензурное ругательство получило своё закрепление в немецком литературоведении как «цитата Гёца» и принадлежит перу Иоганна Вольфганга Гёте: так в третьем действии опубликованной в 1773 году драмы «Гёц фон Берлихинген» в отношении императора выражается заглавный герой. Сам франконский имперский рыцарь в мемуарах сообщал, что в такой манере он общался с майнцским амтманом в крепости Краутгейм: «Тогда я ему снова прокричал наверх, пусть лизнёт меня в зад». В изданиях «Гёца фон Берлихингена» на русском языке выражение не переводится, а заменяется троеточием. На месте, где в Краутхайме произошла эта сцена, в 1962 году был установлен памятник.
Приветствие предположительно восходит к древнему апотропеическому ритуалу демонстрации срама. Считалось, что демоны, ведьмы и прочая нечисть не смогут причинить вреда тому, кто покажет им голый зад. Швабский ритуал ещё и предлагает контрагенту выполнить финальное действие в знак почтения и покорности. Изображения ритуала встречаются на городских и крепостных воротах и стенах, а также в церквях и монастырях, например, в крепостях Шаллабург под Мельком, Хурбург под Злудерно, в монастырских церквях в Ульме, Фрайбурге и Страсбурге. Сохранился протокол бамбергского городского суда, датированный 1454 годом, в котором швабское приветствие адресовала священнику жена садовника, некая Агнесса Шванфельдер. В 14-й главе первой книги «Симплициссимуса» Гриммельсгаузена солдат, лишившийся в наказание за мародёрство носа и ушей, повествует, что мужики «до того принудили его облизать пятерым задницы». Вольфганг Амадей Моцарт прибегнул к швабскому приветствию в названии своего канона Leck mich im Arsch.
Швабское приветствие распространено на юге Германии, Австрии, в Швейцарии и во Франции — в эльзасском и рейнско-франкском диалектах. Там оно используется для того, чтобы начать разговор, продолжить зашедшую в тупик беседу, дать ей новый поворот и окончательно прекратить общение. Швабский писатель Таддеус Тролль уточнял, что швабским приветствием можно передать удивление. Например, после удара мимо ворот удивлённый швабский болельщик спонтанно хлопнет себя по бокам и выпалит швабское приветствие. Два шваба таким образом могут выразить радость от внезапной встречи, но швабское приветствие также поможет отклонить нескромную просьбу. В целом, в немецкоязычном мире швабское приветствие выражает резкое недовольство, иногда его произносят только в три или четыре начальные буквы: LmaA, LMA. Выражение воспринимается как оскорбление, и ответная фраза обычно звучит «А ты меня», причём в некоторых случаях её произносят просто при подозрении на то, что собеседник высказался про себя. Есть и более замысловатые варианты ответов на швабское приветствие: «Мой [зад] тоже не зарешёчен», «Да он дюже грязный», «Нет, спасибо, мне уже нехорошо» или «Не выйдет, я уже пообещал другому хряку» или по-молодёжному «Сам свою ряху мой». Швабы и другие коренные пользователи приветствия различают конкретное значение приветствия по прагматическому контексту, просодии и синтаксису, например, по наличию предшествующей приветствию частицы ja («да»), но приезжие таких нюансов не чувствуют, что время от времени выливается в судебные иски со стороны таким образом поприветствованных, которые суды во многих случаях отклоняют. Тем не менее, чиновники и начальники зачастую воспринимают швабское приветствие в свой адрес именно в жёстком смысле и реагируют соответственно. Отсылку к швабскому приветствию содержит гамбургское приветствие.
7 февраля 1942 года в газете «Красная звезда» была опубликована статья Ильи Эренбурга «Швабское приветствие», в которой сообщалось о разброде и шатании в рядах вермахта. Неназванный германский генерал-фельдмаршал, со слов Эренбурга, советовал бороться с нарушителями порядка: «В ответ на подобные разговоры имеется прекрасный рецепт: легкая смесь из „швабского приветствия“ и доброго берлинского „подставляй морду“». Эренбург разъясняет: «„Швабское приветствие“ значит дать по морде. „Берлинское приветствие“ в переводе не нуждается». Он ошибся с переводом как швабского приветствия, так и берлинской фразы нем. Halt's Maul! Она буквально переводится как «держи морду!», но означает «заткнись!».